# Argyre (famille byzantine)
Pour les articles homonymes, voir Argyre.

Les thèmes byzantins de l’Anatolie en 950; Charsianon, le berceau de la famille Argyre, est au centre de la carte.

La famille Argyre ou famille Argyros (en grec ancien : Ἀργυρός, dérivé de ἄργυρος, « argent »; féminin : Ἀργυρή [Argyrè]; pluriel : Ἀργυροι [Argyroi]), est une famille de la haute aristocratie byzantine très influente à partir du milieu du IXe siècle jusqu'au milieu du XIe siècle. Le nom existe aussi sous sa variante Argyropoulos (Ἀργυρόπουλος) et sa forme féminine Argyropoulina (Αργυροπουλίνα).  
Grands propriétaires terriens, plusieurs de ses membres s’illustrèrent dans l’armée devenant strategoi et commandants de corps d’armée au Xe siècle ; l’un d’eux, Romain III Argyre, devint basileus de 1028 à 1034. Avec l’arrivée au pouvoir de la dynastie des Comnène et la perte d’une bonne partie des propriétés familiales aux mains des Turcs lors de la conquête de l’Anatolie, l’influence de la famille commença à diminuer. On trouve alors des membres de la famille installés près de Thessalonique et d’Athènes. Elle est également présente dans l’Empire de Nicée et  retrouva une partie de son prestige après la reconquête de Michel VIII Paléologue. La famille produisit également de grands intellectuels comme l’astronome Isaac Argyre, l’humaniste Jean Argyre ou Argyropoulos, et le musicien Manuel Argyre.

## Histoire de la famille
Les premiers Argyre apparaissent dans la province de Charsianon (région de Cappadoce, aujourd’hui Anatolie turque) où ils possèdent de vastes domaines,. Ils appartiennent alors à cette aristocratie militaire qui recevra au IXe siècle le nom de « dynatoi » et dont ils seront avec les Doukas, les premiers et les plus illustres représentants. 
On trouve dans la Chronique de Théophane un patrice du nom de Marianos, père d’un certain Eusthate, qui occupait une très haute charge; il fut capturé par les Omeyyades en 740/741 et exécuté parce qu’il refusait de se convertir à l’Islam. Ce n’est toutefois qu’avec la fin du VIIIe siècle que le prénom que recevait une personne au baptême et qui se transmettait du grand-père au petit-fils ou de l’oncle au neveu se transformera en nom de famille lorsqu’un personnage obtiendra une renommée telle qu’elle lui permettra de fonder une lignée,. Il n’est donc pas certain que ce Marianos soit effectivement relié à la famille Argyre qui fera son apparition au IXe siècle. Toutefois, les prénoms de Marianos et d’Eusthate, peu fréquents dans les sources, apparaissent souvent dans la famille des Argyre et pourraient indiquer un lien.
Le fondateur de la lignée portait le prénom de « Léon » et servit de tourmarque  sous l’empereur Michel III (r. 842-867). Il participa à la persécution de 843 contre les Pauliciens et se distingua sur la frontière lors des expéditions contre les Arabes à qui les Pauliciens s’étaient alliés. Il fonda le monastère de Sainte-Élisabeth dans sa Charsianon natale et c’est probablement là qu’il fut enseveli. Il eut au moins un fils, également militaire, dont le prénom fut Eusthate. Depuis, les prénoms de Léon et Eusthate se transmettront régulièrement dans la famille.
La famille devait atteindre une certaine prééminence avec le fils de Léon, Eustathe Argyre, qui devint en 904, vers la fin de sa carrière, patrice et hypostratège des Anatoliques. Il fut envoyé en compagnie d’Andronic Doukas combattre les Arabes qu’il battit lors d’une expédition  contre la ville de Germanicée-Marash. Envoyé brièvement en exil peut-être en lien avec les conspirations d’Andronic Doukas, il fut nommé par Léon VI (r. 886-912) stratège de Charsianon . Il fut par la suite promu drongaire de la Veille avec titre de magister, le plus haut titre accordé à un militaire qui n’appartenait pas à la famille impériale Il fut à nouveau exilé peut-être en raison de ses sympathies pour les Arméniens dont l’allégeance à Constantinople pouvait s’avérer douteuse. Il mourut empoisonné par l’un de ses hommes.
Au cours des deux générations suivantes, les Argyre  devaient continuer à occuper de hautes fonctions militaires, notamment comme strategoi de divers thèmes de l’empire (Anatolikon, Sebaste, Vaspurakan, Italie, etc.) . Tous ne furent pas également victorieux comme Léon Argyre, qui se distingua au service de la régente, Zoé Karbonopsina (régence : 914-919), mais qui participa avec peu de succès aux guerres contre la Bulgarie (bataille d’Anchialos [917]) et fut défait dans les faubourgs de Constantinople en avril 922.
En dépit de ces échecs, la renommée des Argyre devait atteindre un sommet à la génération suivante grâce aux deux frères Marianos et Romain. Les Argyre étaient alors de grands rivaux de la famille Phocas et leur statut de grands propriétaires (dynatoi) devait les opposer à l’usurpateur Romain Lécapène (r. 919-944) qui augmenta les taxes sur les riches, leur interdisant en 934 de s’approprier les terres des petits propriétaires  ,. Marianos fit partie en décembre 944 du complot qui mit fin au règne de Romain Lécapène et qui permit à Constantin VII (coempereur avec Romain Lécapène : 920-945; seul empereur : 945-959) de se débarrasser du fils de Romain Lécapène et de gouverner seul,. Il devait depuis avoir une brillante carrière, devenant stratège de Calabre et de Longobardie avec les titres de patrice et anthypatos. À la mort de Constantin VII il était commandant en chef des troupes d’Occident. Lorsque le puissant général Nicéphore Phocas décida de s’emparer du trône, il offrit à Marianos  le poste de général en chef des armées d'Orient, voire le trône en tant que coempereur, en échange de son aide. Marianos tenta d'organiser un coup d'État à Constantinople avec les hommes des régiments macédoniens et des prisonniers de guerre, mais se heurta à la résistance de la population qui devint particulièrement violente lorsque Marianos voulut s'emparer de Bardas, le père âgé de Nicéphore, qui s’était réfugié dans la basilique Sainte-Sophie. Selon les sources, Marianos fut mortellement touché à la tête par un pot de terre lancé par une femme depuis le toit d'une maison,. À partir de ce moment, le prénom « Marianos » n’apparait plus dans la famille des Argyre alors que celui de « Pothos » devient populaire au XIe siècle, sans doute en souvenir du patrice et domestique des Excubites, Pothos Argyros, qui en 958 fut victorieux des Hongrois ,.
Le destin de son frère Romain fut plus heureux. Il fut choisi par Romain Lécapène comme époux de sa fille Agathe. Tout en unissant les familles Lécapène et Argyre, ce mariage rapprochait ainsi les Argyre du trône impérial puisqu’il devenait le beau-frère de Constantin VII Porphyrogénète (r. 913-959), lequel avait marié une autre fille de Romain Lécapène, Hélène.  On ignore ce qu’il advint de lui par la suite.
Un petit-fils de ce Romain devait porter le nom des Argyre au sommet de l’État en devenant empereur. Lors de la mort de Constantin VIII, ce Romain Argyre détenait le poste de préfet de Constantinople, ce qui faisait de lui le chef formel du Sénat et l'un des principaux conseillers de l'empereur. Vu comme étant de personnalité influençable et malléable, il fut le choix de ses pairs alors qu’il était déjà dans la soixantaine comme successeur de l’empereur qui laissait le trône à sa fille Zoé,. Constantin VIII lui donna alors le choix : divorcer  de son épouse légitime, Hélène, ou être aveuglé. Hélène accepta alors de gré ou de force d’entrer au monastère et trois jours avant la mort de Constantin VIII  le mariage fut célébré le 12 novembre 1028 en dépit du lien de parenté entre les deux époux,. La relation entre l’impératrice et son empereur-consort ne semble guère avoir été facile, l’un et l’autre entretenant des amants . En 1034, il devait mourir dans son bain; des rumeurs persistantes firent naitre des soupçons d'empoisonnement, soit de la part de Zoé, soit de la part de Jean l’Orphanotrope dont le jeune frère, Michel, était précisément l’amant de l’impératrice. Dès le lendemain, Zoé épousa ce dernier qui devient Michel IV (r. 1034-1041). 
Les Argyre n’auront pu ainsi créer de dynastie. Néanmoins, il ne s’ensuivit pas un déclin immédiat de la famille qui, grâce aux alliances matrimoniales contractées par ses membres, demeura au premier plan de l’aristocratie tout au cours du XIe siècle . 
Selon Nicéphore Bryenne, le fondateur de la dynastie des Comnènes, Alexis Ier (r. 1081-1118) aurait été fiancé à la fille d’un riche membre de la famille, mais celle-ci dont on ne connait pas le prénom décéda avant le mariage,. Ce coup du sort, joint aux invasions turques de l’Asie mineure qui privèrent sans aucun doute les Argyre d’une partie importante de leurs propriétés et, partant, de leur statut social, expliquent que le statut de la famille semble avoir périclité à partir de ce siècle. Les quelques représentants de la famille dont on trouve trace par la suite sont de modestes provinciaux établis semble-t-il dans les régions de Thessalonique et d’Athènes. On retrouve également leur trace dans l’Empire de Nicée; on sait qu’ils revinrent à Constantinople après la reconquête où ils retrouvèrent une certaine renommée.
C’est au cours du XIe siècle que commence à apparaitre la deuxième version du nom de famille, Argyropoulos. Selon Cheynet & Vannier, la jeune fille qu’Anne Dalassène se promettait d’unir à son fils Alexis aurait porté ce nom. Un Argyropoulos, syncelle, nous est connu que par une poésie de Christophore Mytilenaios; au XIe siècle également, deux sœurs de l’empereur Romain portèrent également ce nom, l'une dont le prénom nous est inconnu épousa  Constantin Karantenos, duc d’Antioche alors que sa sœur Marie épousa Jean, fils du doge Pierre Orsoleo. 
Après la chute de Constantinople, Jean Argyropoulos (1395 ? – 1487) émigra en Italie où il enseigna longtemps la philosophie et la rhétorique grecque. Il joua un rôle essentiel dans le renouveau de la culture classique en Europe occidentale, traduisant de nombreux textes en latin et laissant une importante production personnelle d’œuvres théologiques et philosophiques.

## Représentants importants de la famille
- Léon Argyre (IXe siècle, fondateur de la lignée, militaire byzantin;
- Basile Argyre (vers 970 - après 1025), frère de l’empereur Romain III Argyre, militaire byzantin ;
- Eustathe Argyre (?-env. 910), fils de Léon Argyre, aristocrate et général byzantin du Xe siècle ;
- Eustathe Argyre (amiral), possiblement le même homme que son homonyme, il dirige la marine byzantine au tournant des années 900 ;
- Léon Argyre (?-?), fils d’Eustathe, aristocrate et un général byzantin du Xe siècle ;
- Marianos Argyre (?-963), aristocrate byzantin ;
- Pothos Argyre (av. 910-ap. 958), général byzantin du Xe siècle ;
- Romain Argyre (?-?), aristocrate byzantin, beau-fils de l'empereur Romain Ier Lécapène ;
- Romain III Argyre (968-1034), empereur byzantin ;
- Argyre (vers 1000-1068),  noble lombard et général byzantin.

## Généalogie
```
Léon Argyre, général
│
└─> 
Eustathe
 († 910), 
drongaire de la garde

    │
    ├─> 
Pothos
 († ap.958), 
domestique des Scholes

    │
    └─> 
Léon
, domestique des Scholes
        │
        ├─> 
Marianos
 († 963)
        │
        └─> 
Romain

            x Agathe Lécapène, fille de 
Romain 
I
er

            │
            └─> Inconnu
                │
                ├─> 
Romain 
III
 (968 † 1034)
                │   x 1) Inconnue
                │   x 2) 
Zoé Porphyrogénète
 (978 † 1050)
                │
                ├─> 
Basile
 (970 † ap.1023)
                │   │
                │   ├─> Hélène († 1033)
                │   │   x 
Bagrat 
IV
, roi de Géorgie
                │   │
                │   └─> Inconnue
                │       x 
Constantin Diogène
 († 1032)
                │
                ├─> Léon († 1017)
                │
                ├─> Pulchérie
                │   x 
Basile Sklèros
, 
vestès

                │
                └─> Marie († 1007)
                    x Giovanni Orseolo, fils du doge 
Pietro II Orseolo
```